# Йиґела
Йи́ґела (ест. Jõgela küla) — село в Естонії, у волості Ляене-Сааре повіту Сааремаа.

## Населення
Чисельність населення на 31 грудня 2011 року становила 18 осіб.

## Географія
Через село проходить автошлях 112 (Кяесла — Карала — Лоона).

## Історія
Історично село належало до приходу Кігелконна (Kihelkonna kihelkond).
До 12 грудня 2014 року село входило до складу волості Люманда.